# Yamagata, Nagano
Yamagata (japanska: 山形村?, Yamagata-mura) är en landskommun (by) i Nagano prefektur i Japan.  